# 方明 (播音员)
方明（1941年—2021年11月29日），本名崔明德，北京人。曾任中央人民广播电台播音部主任，播音指导，并曾担任中国播音学研究会会长。曾先后承担了陈毅、周恩来、毛泽东等领导人治丧期间的主要播音任务，多次参加天安门国庆游行和阅兵实况转播工作。

## 个人简历
方明1941年出生于北平（今北京）。1956年10月，初中毕业的方明进入中央广播事业局技术人员训练班学习无线电发射专业，1958年4月调至中央控制室录音科任录音员。1960年4月，方明通过了广电系统内部的播音员遴选，调至中央人民广播电台任播音员，开始使用“方明”这一播音名。
1985年被评为“全国广播电视系统优秀工作者”。1992年起享受政府特殊津贴。2021年11月29日因病在河北燕郊逝世，享年80岁。

## 其它
方明曾是第十届、第十一届全国人大代表。在担任人大代表期间，他曾建议CCTV-1和中国大陆地方电视台第一套节目效仿国外公共广播，取消商业广告播出，惟至今未获采纳。
方明有一子崔征，目前在CCTV-5担任体育新闻节目主播。